# 속도
속도(速度, 영어: velocity)는 어떠한 물체의 위치 변화를 뜻하는 변위를 변화가 일어난 시간 간격을 나눈 값이다. 변위는 방향과 크기를 갖는 벡터이기 때문에 속도 역시 벡터이다. 단위 시간당 변위의 비로 나타낼 수 있다. 국제단위계에서는 미터 매 초(m/s, 초속 미터)를 사용하며, 일상에서는 킬로미터 매 시간(km/h, 시속 킬로미터)도 자주 쓰인다. 기호로는 주로 v를 사용한다.

## 정의
속도란 움직이는 물체의 위치가 변하는 정도를 나타내는 물리량이므로, 시간간격 {\displaystyle \Delta t=t_{2}-t_{1}}동안 위치가 변한 정도 {\displaystyle \Delta \mathbf {x} =\mathbf {x} _{2}-\mathbf {x} _{1}}의 비로 정의할 수 있다. 이렇게 정의한 속도를 평균속도라고 한다. 평균속도 {\displaystyle v_{\textrm {av}}}는 다음과 같이 수식으로 표현할 수 있다.
{\displaystyle v_{\textrm {av}}={\frac {\Delta \mathbf {x} }{\Delta t}}}
물리학에서 일반적으로 다루는 속도는 물체가 갖는 어떠한 순간의 속도, 즉 순간속도이다. 순간속도는 평균속도를 측정하는 시간간격을 매우 짧게 하여 0에 접근시킨 극한값이라고 생각할 수 있다. 순간속도를 {\displaystyle v_{\mathbf {x} }}라고 하면 다음과 같이 수식으로 나타낼 수 있다.
{\displaystyle v_{\mathbf {x} }=\lim _{\Delta t\rightarrow 0}{\frac {\Delta \mathbf {x} }{\Delta t}}={\frac {d\mathbf {x} }{dt}}}
위와 같이 순간속도는 변위를 시간에 대하여 미분한 것으로 이해할 수 있다. 물리학에서 일반적으로 속도라고 할 때는 순간속도를 의미한다.

## 속도와 속력
속도가 방향과 크기를 갖는 벡터량인 반면, 속력은 크기만을 갖는 스칼라량이다. 속력은 물체가 움직인 경로의 전체 거리에 대하여 변화가 일어난 시간 간격으로 나눈 값이다. 예를 들어 자동차가 50초 동안 앞으로 30m 전진한 다음 80m를 후진하였다고 하자. 전진할 때의 위치 변화를 양으로 후진할 때의 위치 변화를 음으로 나타내면 변위는 {\displaystyle 30m-80m=-50m}가 되지만, 움직인 경로의 전체 거리는 {\displaystyle 30m+80m=110m}가 된다. 따라서 이 자동차의 평균속도와 평균 속력은 다음과 같이 계산 할 수 있다.
평균 속도 {\displaystyle v_{\textrm {av}}={\frac {\Delta \mathbf {x} }{\Delta t}}={\frac {-50\mathrm {m} }{50\mathrm {s} }}=-1\mathrm {m} /\mathrm {s} }
평균 속력 {\displaystyle v={\frac {110\mathrm {m} }{50\mathrm {s} }}=2.2\mathrm {m} /\mathrm {s} }
순간속도는 변화가 일어나는 시간 변화가 0에 접근하기 때문에 변위와 전체 경로의 차이가 없다. 따라서 순간속도를 나타내는 벡터의 크기는 순간속력과 같다. 그러나 보다 큰 시간 간격을 고려하는 평균속도의 크기는 일반적으로 평균속력과 다르다.

## 상대속도
상대속도는 한 좌표계 안의 두 물체의 속도를 비교한 것이다. 두 물체 A, B의 속도를 각각 {\displaystyle {\vec {v}}_{\mathrm {A} }}, {\displaystyle {\vec {v}}_{\mathrm {B} }}라고 하면, 고전물리학에서는 A에 대한 B의 상대 속도를 다음과 같이 계산 한다.
A에 대한 B의 상대속도 {\displaystyle {\vec {v}}_{\mathrm {B|A} }={\vec {v}}_{\mathrm {B} }-{\vec {v}}_{\mathrm {A} }}
예를 들어 두 자동차 A, B가 직선 상에서 마주 보며 달리고 있을 때 A의 속도가 3m/s 이고 B의 속도가 -5m/s 라면 A에 대한 B의 상대속도는 -8m/s 이고 B에 대한 A의 상대속도는 8m/s 가 된다. 일차원 운동만을 고려한다면 상대속도는 스칼라값을 갖는다고 생각할 수 있다.
한편 특수 상대성 이론에서는 물체의 속도가 매우 빠를 때 상대속도가 고전물리학과는 다른 양상을 보인다고 설명한다. 관성계가 다르더라도 빛의 속도는 일정하므로 특수 상대성 이론에서 매우 빠르게 움직이는 두 물체의 속도 관계는 다음과 같이 계산된다.
A에 대한 B의 상대속도 {\displaystyle {\vec {v}}_{\mathrm {B|A} }={\frac {{\vec {v}}_{\mathrm {B} }-{\vec {v}}_{\mathrm {A} }}{1-{\frac {{\vec {v}}_{\mathrm {A} }{\vec {v}}_{\mathrm {B} }}{c^{2}}}}}}
위 식에서 빛의 속도 c는 매우 큰 값이기 때문에 A와 B의 속도가 충분히 느릴 경우 {\displaystyle {\frac {{\vec {v}}_{\mathrm {A} }{\vec {v}}_{\mathrm {B} }}{c^{2}}}}는 0에 접근하게 되고 그 결과 상대속도는 고전물리학의 계산과 같아지게 된다.

## 같이 보기
- 미터 매 초
- 킬로미터 매 시간
- 변위
- 가속도
- 가가속도
- 가가가속도